# Mỹ Lệ
Mỹ Lệ là một xã thuộc tỉnh Tây Ninh, Việt Nam.

## Địa lý
Xã Mỹ Lệ nằm ở phía bắc huyện Cần Đước, có vị trí địa lý:
- Phía đông và phía bắc giáp huyện Cần Giuộc
- Phía tây giáp xã Tân Trạch
- Phía nam giáp các xã Tân Lân và Phước Tuy.

Xã có diện tích 12,30 km², dân số năm 1999 là 11.048 người, mật độ dân số đạt 898 người/km².

## Hành chính
Xã Mỹ Lệ được chia thành 10 ấp: Cầu Chùa, Cầu Làng, Cầu Tam Binh, Chợ Mỹ, Chợ Trạm, Long Mỹ, Mỹ Tây, Rạch Đào, Tân Mỹ, Vạn Phước.

## Lịch sử
Ngày 18 tháng 7 năm 2019, HĐND tỉnh Long An ban hành Nghị quyết số 43/NQ-HĐND về việc sáp nhập ấp Cầu Nhỏ vào ấp Chợ Trạm.